# Miloš Petera
Miloš Petera (* 14. března 1958 Hradec Králové) je český politik, od října 2013 do srpna 2014 poslanec Poslanecké sněmovny PČR, od června 2014 do listopadu 2016 hejtman Středočeského kraje (předtím v letech 2008 až 2014 náměstek hejtmana pro oblast životního prostředí a zemědělství, v letech 2017 až 2020 opět statutární náměstek hejtmanky), v letech 2010 až 2014 starosta města Nymburk a člen JAB.

## Život
Po absolvování základní školy v Osicích vystudoval v letech 1973 až 1977 Střední průmyslovou školu chemickou v Pardubicích a poté v letech 1977 až 1983 obor tepelná technika na Fakultě technologie paliv a vody Vysoké školy chemicko-technologické v Praze.
Následovala základní vojenská služba (1982 až 1983). Po ní nastoupil do Cukrovaru Nymburk, kde pracoval v letech 1983 až 1991 jako provozní technik a pak až do ukončení výroby začátkem roku 1997 jako výrobně-technický náměstek. Následně absolvoval konkurz na funkci ředitele akciové společnosti Vodovody a kanalizace Nymburk, který vyhrál. Od března 1997 zastával tuto pozici (ve stejném roce byl zvolen i předsedou představenstva, kterým je dosud).
V lednu 2006 byl jmenován předsedou sportovního oddílu Polaban Nymburk, jednoho z nejstarších českých fotbalových klubů SK Polaban Nymburk. Angažuje se ve výboru Místní organizace Českého rybářského svazu, dále je předsedou Místní organizace Českého zahrádkářského svazu.
Miloš Petera je ženatý. S manželkou Evou (vzali se v roce 1981) má dvě dcery, Kateřinu (* 1981) a Veroniku (* 1985). Od roku 1983 žijí v Nymburce.

## Politické působení
Před rokem 1989 byl dva roky členem KSČ. Po sametové revoluci se angažoval v Zemědělské straně a později v Liberálně sociální unii, jíž v letech 1994 až 1996 předsedal. Krátce byl i místopředsedou Českomoravské unie středu (nástupnické strany LSU), za niž neúspěšně kandidoval ve volbách do Poslanecké sněmovny PČR v roce 1996 jako lídr ve Středočeském kraji. V roce 2004 kandidoval do Senátu. Do druhého kola se ale nedostal. V předčasných volbách do Poslanecké sněmovny PČR v roce 2013 kandidoval na 3. místě kandidátky ČSSD ve Středočeském kraji a byl zvolen poslancem. Na funkci ale v srpnu 2014 rezignoval, protože se stal hejtmanem Středočeského kraje.
V komunálních volbách v roce 1994 kandidoval jako člen Liberálně sociální unie do Zastupitelstva města Nymburka, ale nebyl zvolen. Uspěl až jako nestraník za ČSSD v komunálních volbách v roce 1998. V letech 1998 až 2002 pak zastával funkci nymburského radního za ČSSD, do sociální demokracie vstoupil v roce 2000.
V komunálních volbách v roce 2002 i 2006 byl lídrem kandidátky ČSSD a tudíž i kandidátem strany na starostu města. V obou volbách byl zvolen zastupitelem města, ale vzhledem k výsledku voleb starostenský post nezískal a stal se opakovaně místostarostou města. Teprve až jasné volební vítězství jeho kandidátky v komunálních volbách v roce 2010 znamenalo obhajobu zastupitelského mandátu a zejména zvolení starostou města Nymburka v listopadu 2010. V komunálních volbách v roce 2014 již nekandidoval a skončil tak jako zastupitel i starosta města Nymburka.
V krajských volbách v roce 2000, když kandidoval za ČSSD do Zastupitelstva Středočeského kraje, ale neuspěl. O zvolení se znovu pokusil až v krajských volbách v roce 2008, kdy se stal krajským zastupitelem a v listopadu 2008 i náměstkem hejtmana pro oblast životního prostředí a zemědělství. V krajských volbách v roce 2012 mandát krajského zastupitele obhájil a v listopadu 2012 byl zvolen statutárním zástupcem hejtmana, který má z pozice krajského náměstka na starost oblast dopravy. Po rezignaci Josefa Řiháka vedl od 23. června 2014 jako dočasný hejtman Středočeský kraj. Dne 27. června 2014 byl hlasy 36 zastupitelů zvolen v pořadí pátým hejtmanem Středočeského kraje. V krajských volbách v roce 2016 byl lídrem kandidátky ČSSD ve Středočeském kraji. Středočeská ČSSD v těchto volbách katastrofálně propadla, když získala jen 13,75 %, což byl tehdy vůbec nejhorší výsledek sociální demokracie v krajských volbách ve Středočeském kraji od roku 2000, tedy od samotné existence krajské samosprávy.
Petera dne 18. listopadu 2016 skončil ve funkci hejtmana, nahradila jej Jaroslava Pokorná Jermanová. V říjnu 2017 byl však zvolen statutárním náměstkem hejtmanky pro oblast životního prostředí a zemědělství. Ve volbách v roce 2020 již nekandidoval a skončil tak rovněž v pozici náměstka hejtmanky. V roce 2024 se stal lídrem uskupení Jistota a Budoucnost, za které neúspěšně kandidoval v krajských volbách v roce 2024.